# 宇通客車
鄭州宇通客車（ていしゅうユートンきゃくしゃ、zh）は、単に宇通集団（英語: Yutong Group）とも呼ばれ、中国・河南省鄭州市管城回族区に本部を持つ、バス製造・販売会社である。1993年にバスの製造を始め、1997年に上海証券取引所へ上場している（取引番号：600066）。近年、大型・中型・小型バスのロシア、イランなどへの輸出にも力を入れている。2009年のバス販売台数は金龍客車の4万6024台に次ぐ2万8186台で2位

## 製品
- ZK6891HG シティバス
- ZK6108HG シティバス
- ZK6118HG シティバス
- ZK6118HA 11メーターシリーズ
- ZK6120H 12メーターシリーズ
- ZK6120HR 12メーターシリーズ
- ZK6752H
- ZK6115D 前にエンジン

### 製品 (フィリピン市場)
- ZK6100H
- ZK6107H
- ZK6119HA
- ZK6129H

## ギャラリー

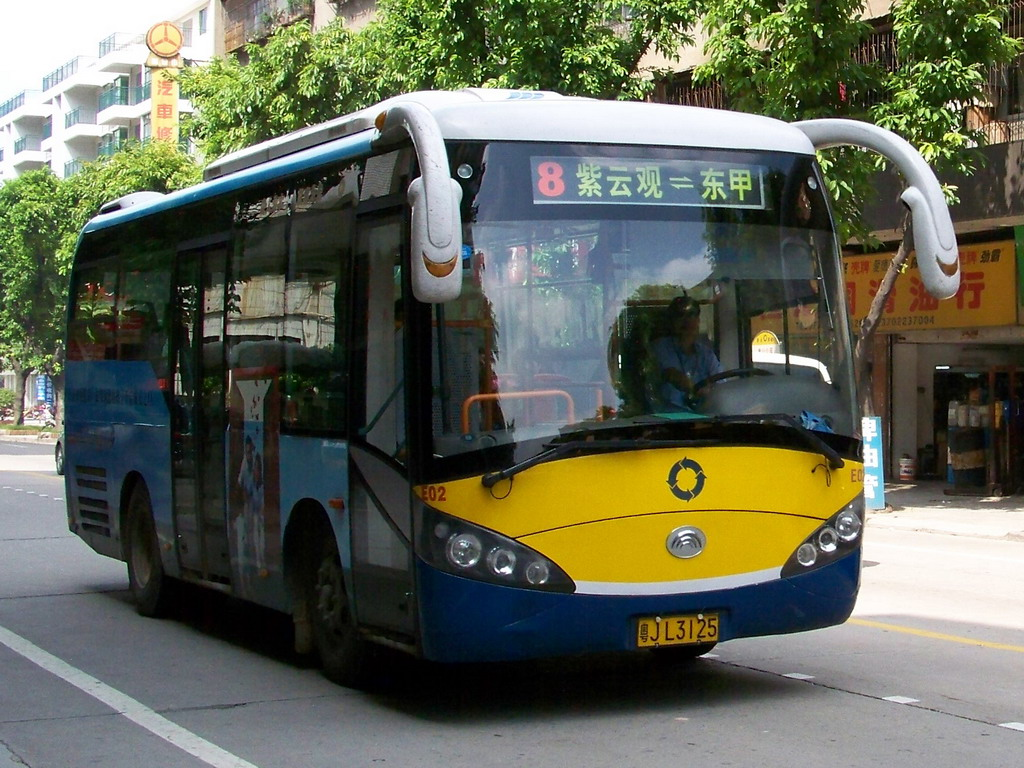
ユートンバス
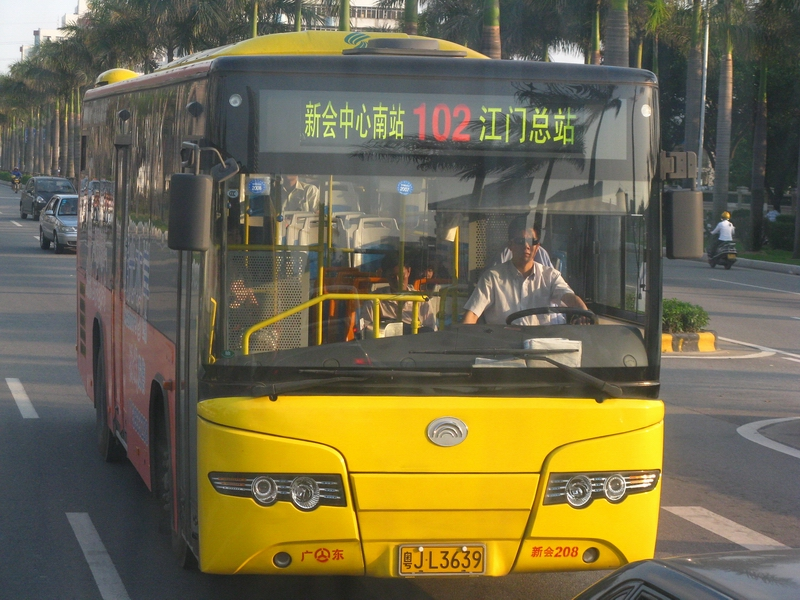
広東省にて
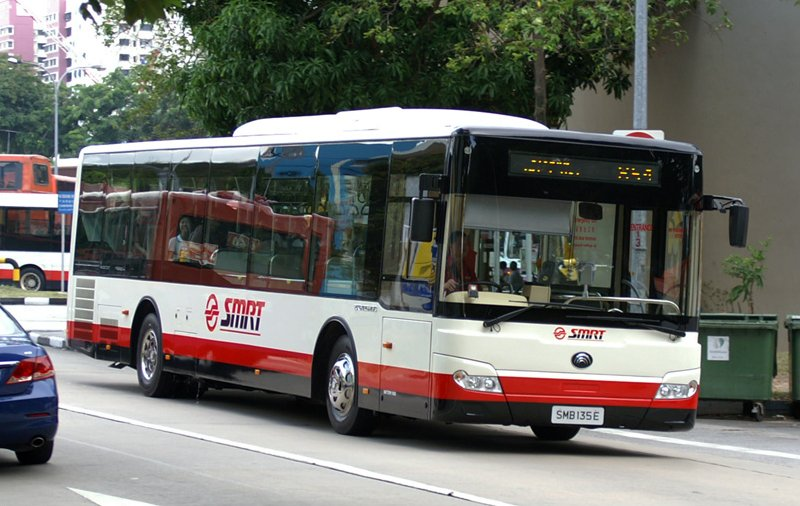
シンガポールにて
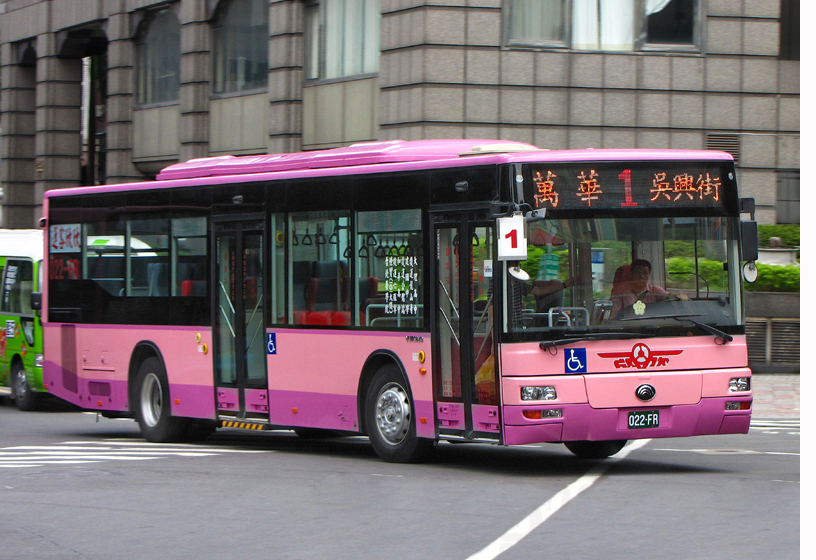
台湾にて
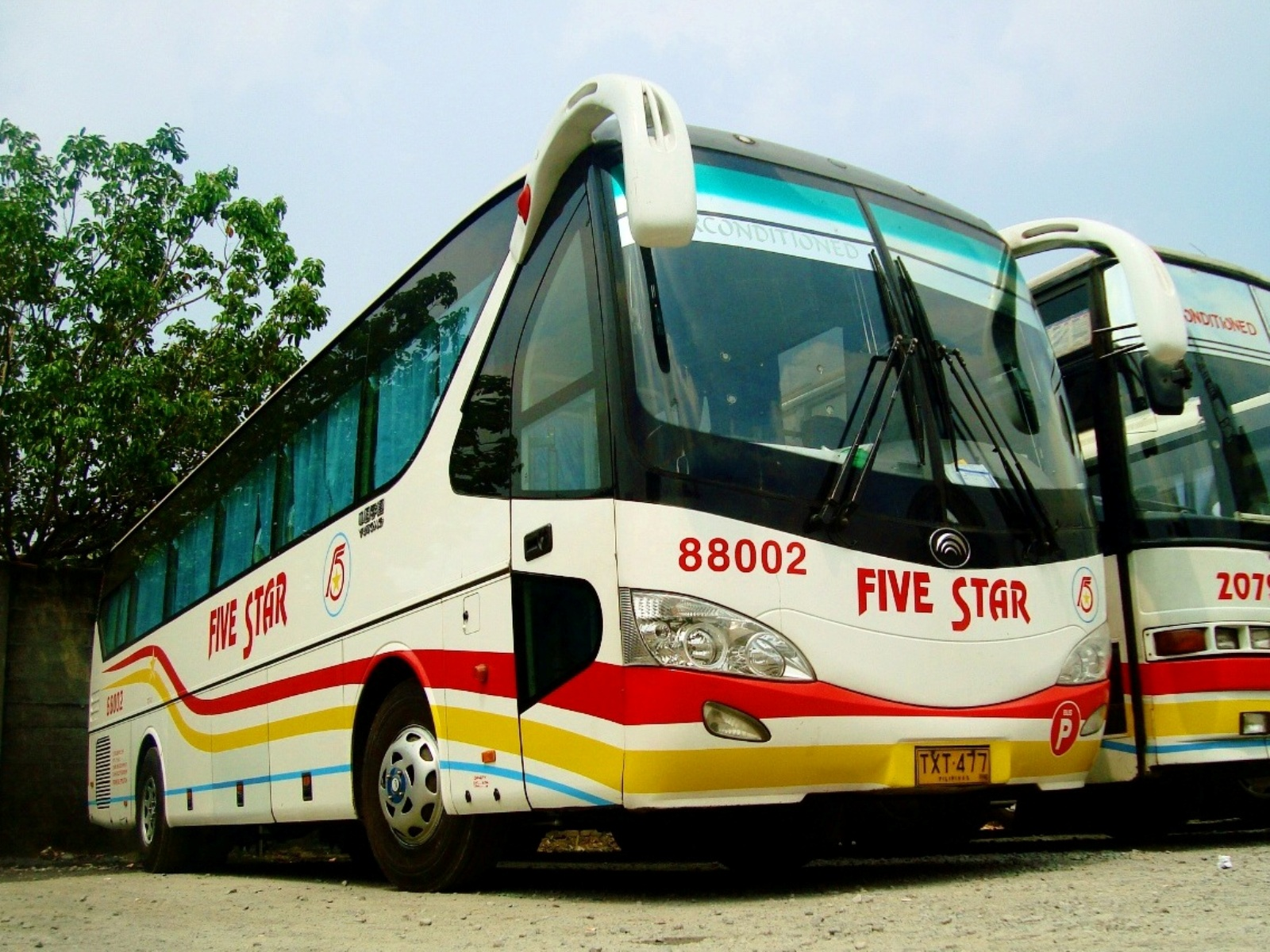
フィリピンにて
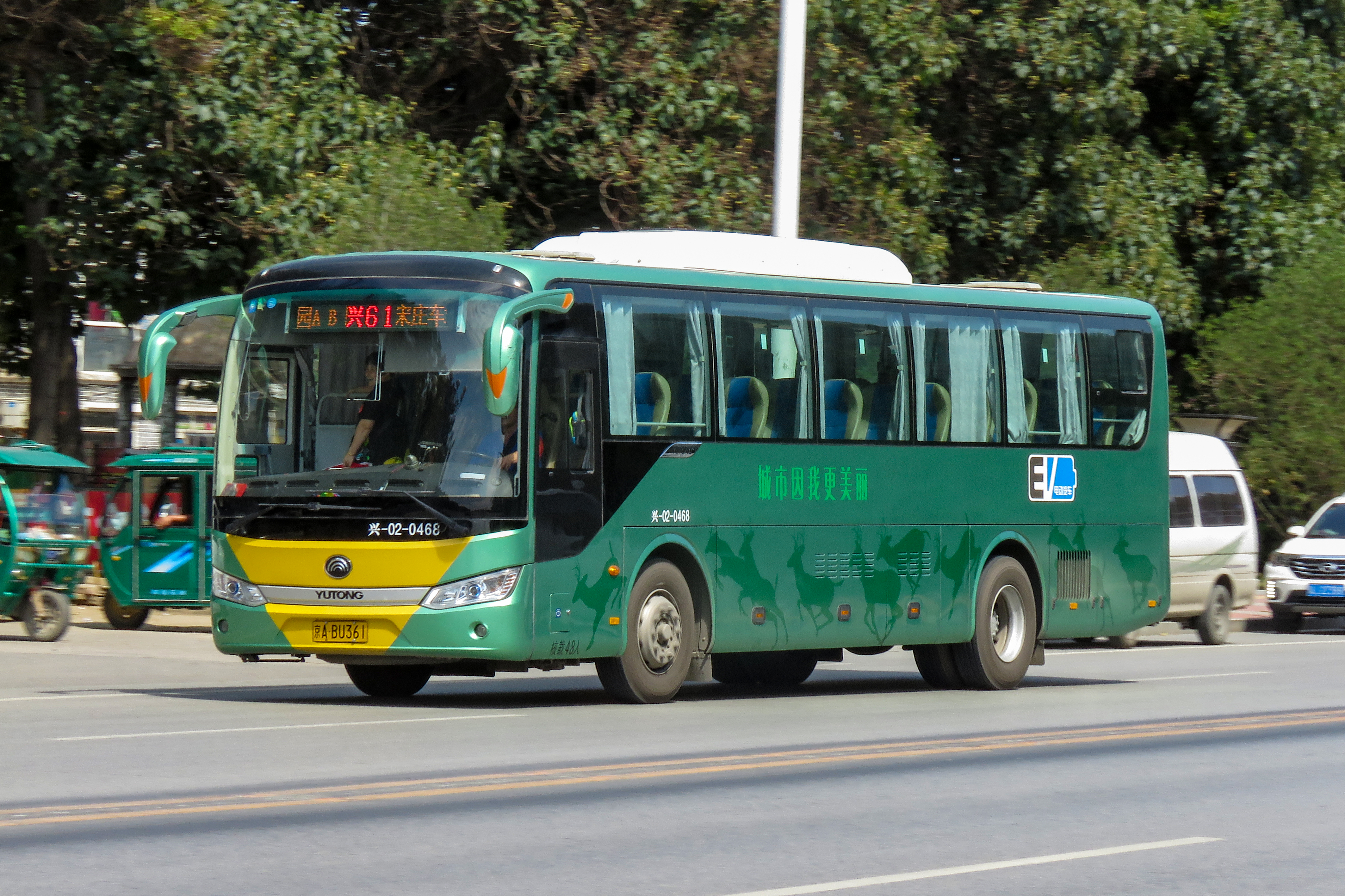
ZK6115BEV5型
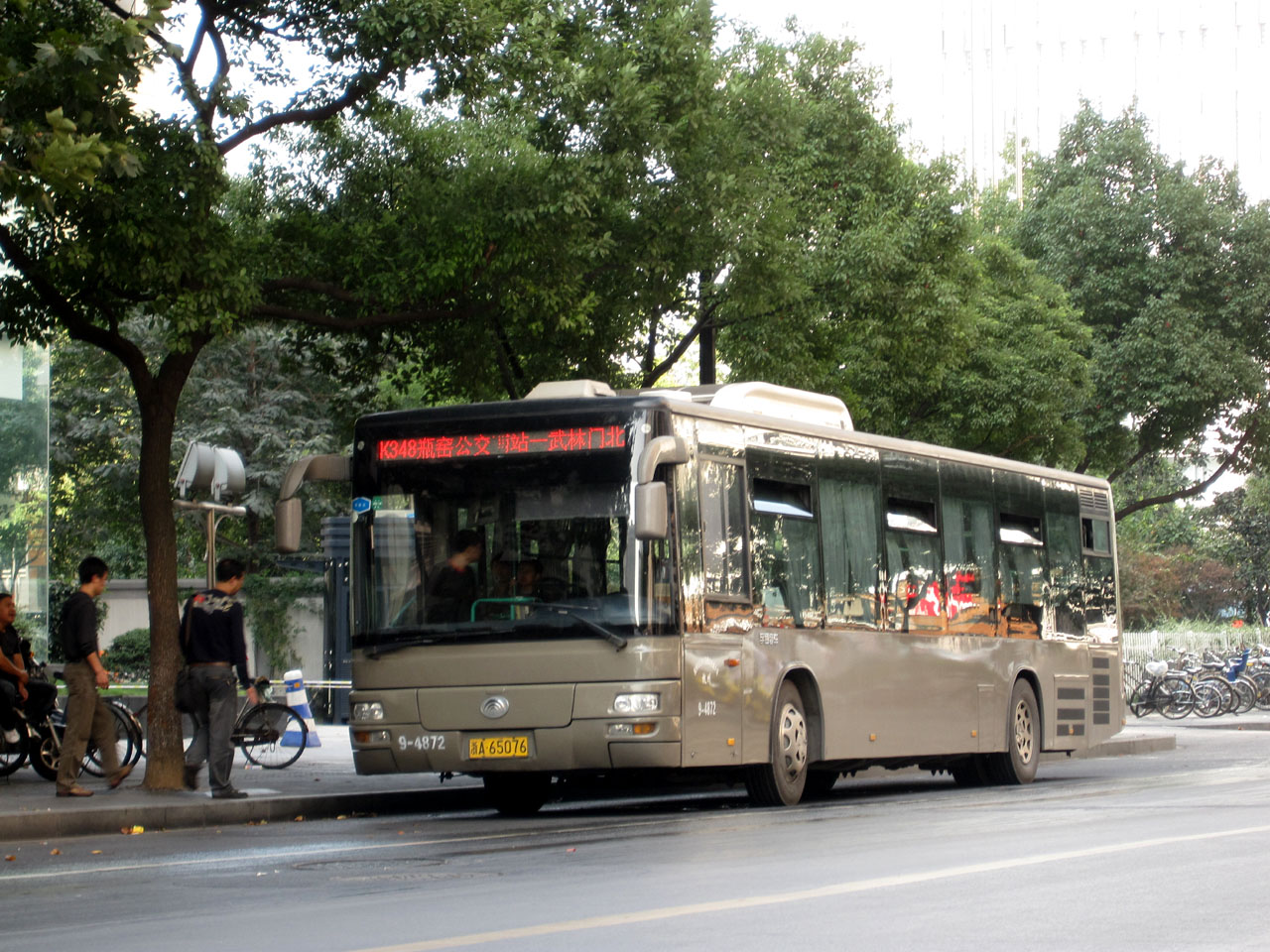
杭州市にて
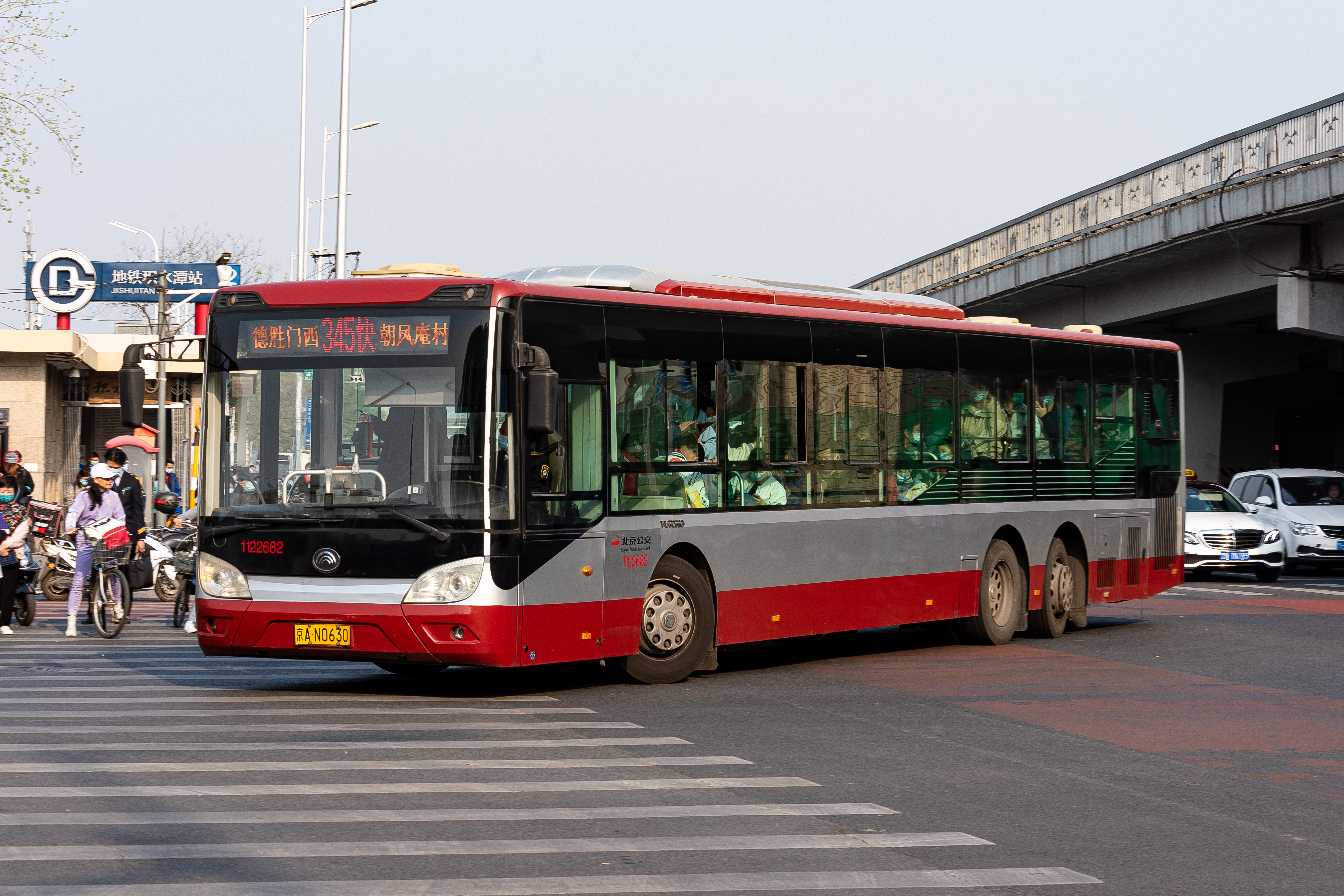
ZK6140HNG2型
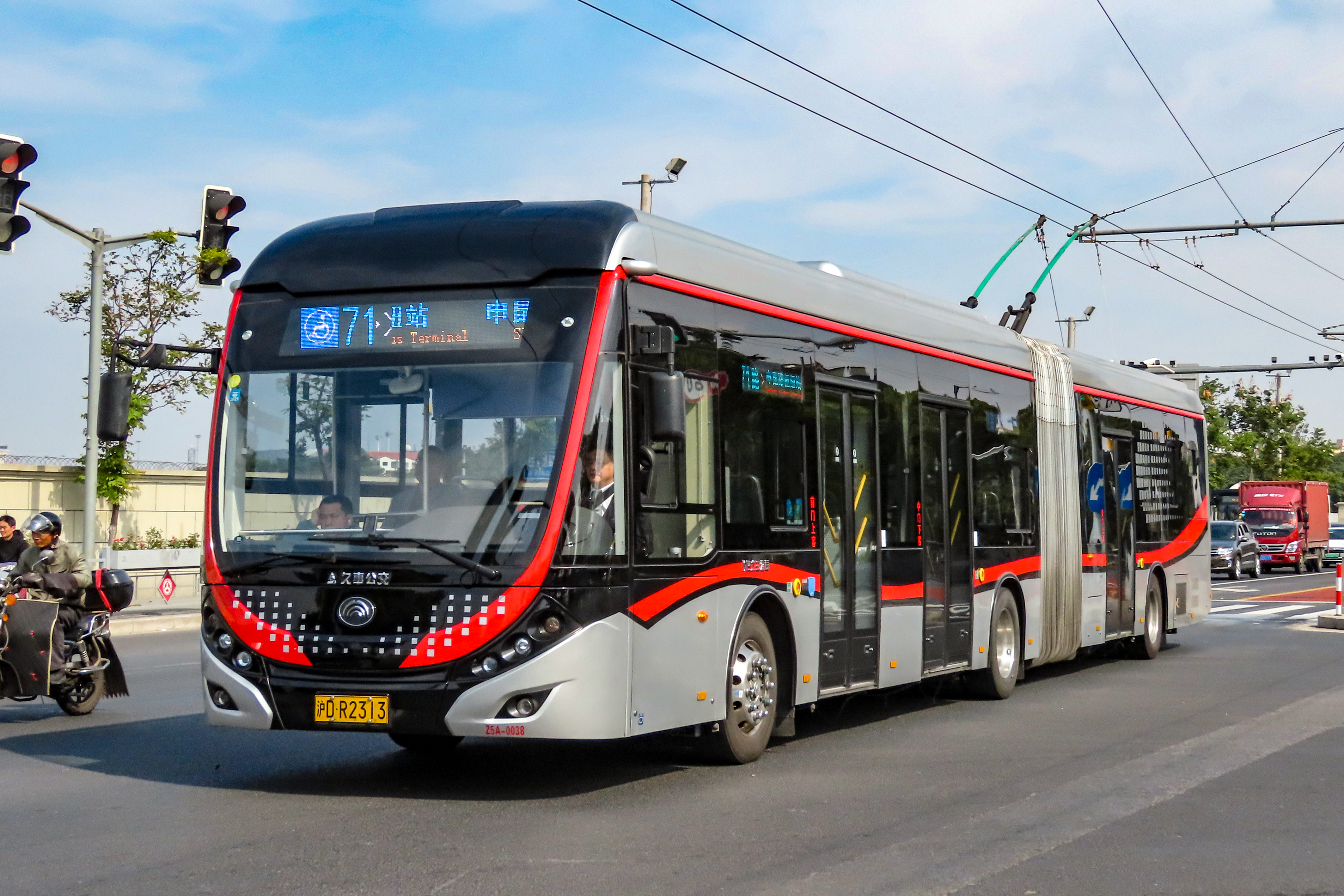
ZK5180A型
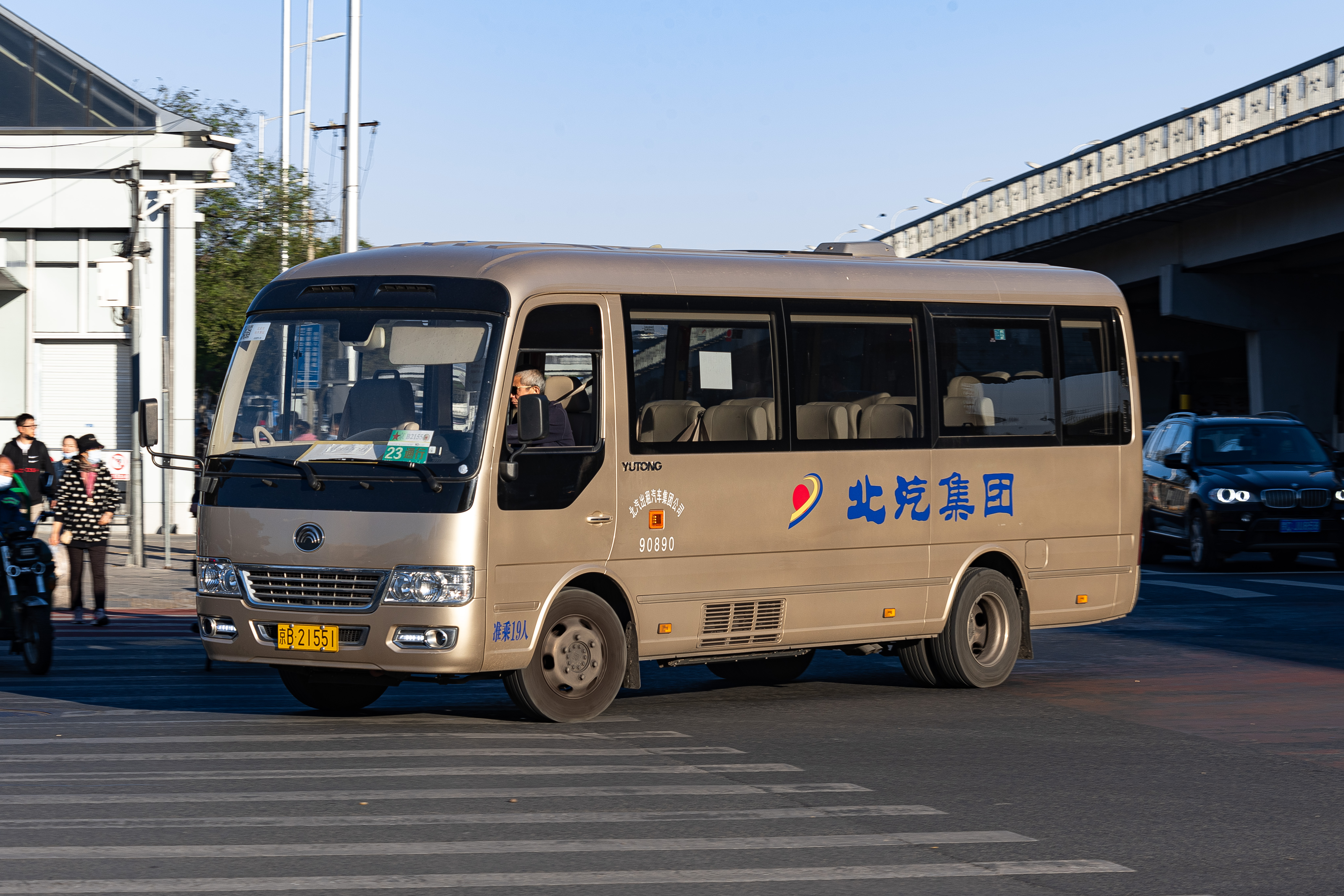
T7系
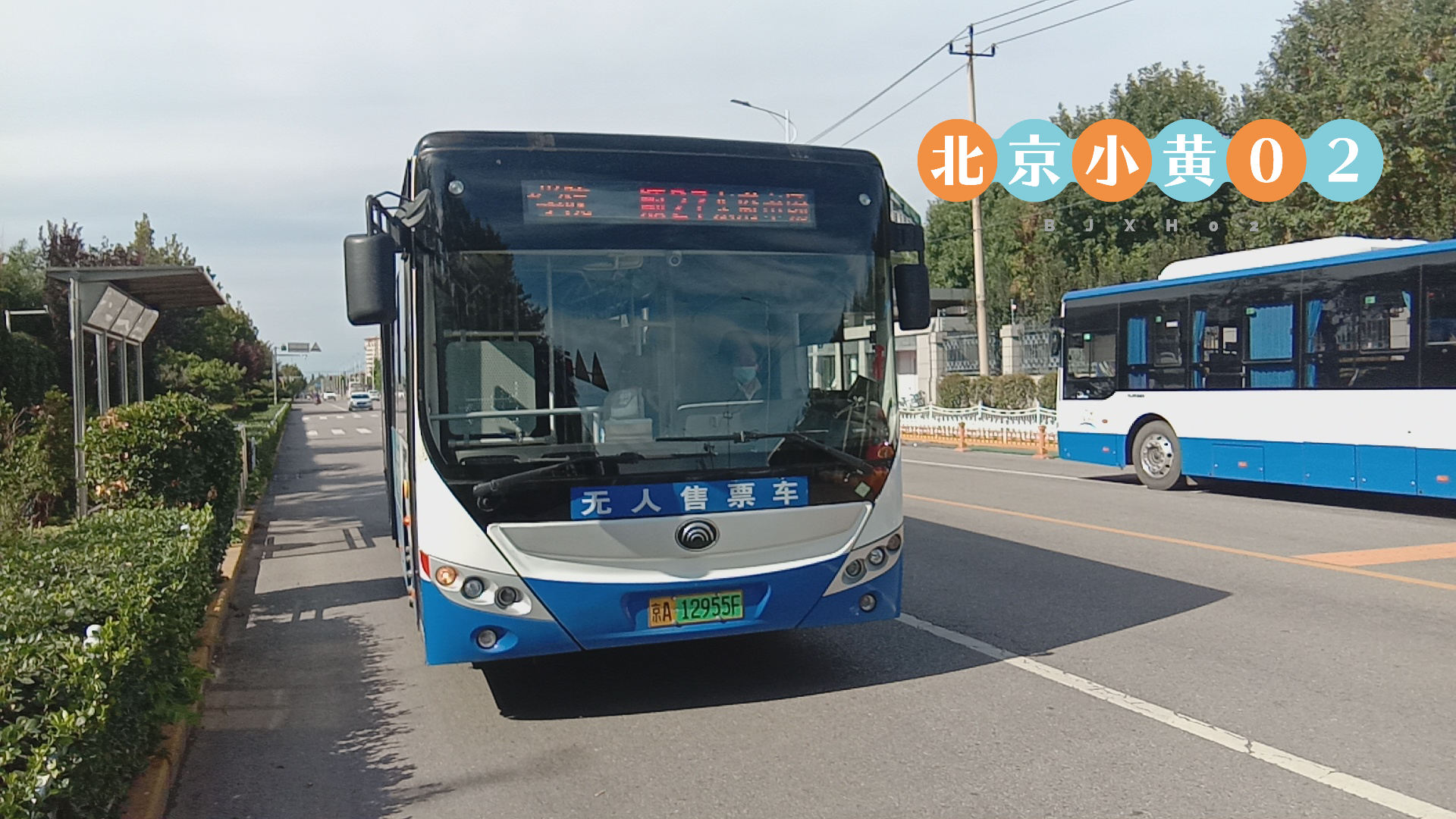
北京市にて